# Ayuntamiento de Fulham
 El ayuntamiento de Fulham es un edificio municipal en Fulham Road, Fulham, Londres. Es un edificio catalogado de Grado II*. 

## Historia
El edificio fue encargado por la Parroquia de St John para reemplazar una sacristía existente en Walham Green. El sitio elegido había sido ocupado anteriormente por una propiedad conocida como Elton Villa. En los terrenos de la villa había una morera, que había sido plantada por Nell Gwyn o su amante; fue talado y convertido en bastones para dar paso a la nueva sacristía.
La primera piedra del nuevo edificio se colocó el 10 de diciembre de 1888. Fue diseñado por George Edwards en el estilo clásico, construido por Treasure & Son, y terminado en 1890.  El diseño involucró una fachada principal simétrica con siete bahías que daban a Fulham Road; la sección central de tres bahías presentaba una entrada arqueada con un tímpano tallado arriba flanqueado por ventanas; había tres ventanas cada una flanqueada por columnas de orden jónico en el primer piso; había tres óculos en el segundo piso y un lucarne con otro óculo arriba. Internamente, la sala principal era un gran salón público, a menudo denominado Gran Salón, que se extendía profundamente en el edificio en el primer piso. Se construyó un bloque adicional al sureste del edificio principal con una sala del consejo en la planta baja y una sala de conciertos en el primer piso.
Después de que se estableciera el distrito metropolitano de Fulham en 1900, se decidió extender el edificio hacia el suroeste a lo largo de Harwood Road según los diseños de Francis Wood, el ingeniero del distrito. La ampliación incluyó un salón de alcalde en la planta baja y algunas salas de comités en el primer piso; el complejo ampliado fue inaugurado oficialmente por el alcalde, William Sayer, como el nuevo ayuntamiento de Fulham, el 3 de noviembre de 1905. Un retrato del rey Jorge V de Richard Jack se colgó en la cámara del consejo en 1926.
El edificio se amplió nuevamente, esta vez hacia el oeste a lo largo de Fulham Road, en 1934 para albergar la oficina de registro local. Una gran vidriera, que representa a Earconwald, quien se desempeñó como obispo de Londres en el siglo VII, fue diseñada por Francis Spear y realizada por Lowndes & Drury; se instaló en la cabecera de las escaleras que conducen al Gran Salón en la década de 1930.
El ayuntamiento siguió sirviendo como sede del distrito metropolitano de Fulham durante gran parte del siglo XX, pero dejó de ser la sede del gobierno local cuando se formó el distrito londinense ampliado de Hammersmith y Fulham en 1965. Posteriormente se utilizó como centro de administración y lugar de eventos.
En febrero de 2019, el distrito londinense de Hammersmith y Fulham vendió el edificio a un desarrollador privado, Ziser London, quien anunció planes para convertir las instalaciones en un hotel, restaurantes, espacio para eventos y spa.